# Coenagrion mercuriale
Coenagrion mercuriale е вид водно конче от семейство Coenagrionidae. Видът е почти застрашен от изчезване.

## Разпространение и местообитание
Разпространен е в Австрия, Алжир, Белгия, Великобритания, Германия, Испания, Италия, Лихтенщайн, Люксембург, Мароко, Нидерландия, Португалия, Словакия, Словения, Тунис, Франция и Швейцария.
В миналото видът е съобщаван погрешно за няколко страни от Балканите – България, Македония, Румъния, Хърватия. Преглеждането на депозираните в музеите екземпляри и определянето им според съвременните описания на вида, показват че всъщност става въпрос за Coenagrion ornatum.
Среща се на надморска височина от -0,9 до 6,5 m.

## Описание
Популацията на вида е намаляваща.